# Psaliodes siennata
Psaliodes siennata är en fjärilsart som beskrevs av W. Warren 1904. Psaliodes siennata ingår i släktet Psaliodes och familjen mätare. Inga underarter finns listade i Catalogue of Life.